# Първият рицар
„Първият рицар“ (на английски: First Knight) е американско-британски игрален филм (приключенски) от 1995 г. на режисьора Джери Зъкър. Музиката е композирана от Джери Голдсмит. Филмът разказва за крал Артур и жена му Гуиневир.

## Актьорски състав
| Роля           | Изпълнител       |
| -------------- | ---------------- |
| Крал Артур     | Шон Конъри       |
| Сър Ланселот   | Ричард Гиър      |
| Гуиневир       | Джулия Ормънд    |
| Принц Малагант | Бен Крос         |
| Осуолд         | Джон Гилгуд      |
| Сър Агравейн   | Лиъм Кънингам    |
| Сър Кей        | Кристофър Уилърс |
| Сър Патрис     | Валентин Пелка   |
| Сър Мадор      | Колин Макормак   |

## Дублажи

### Диема Вижън
| Преводач           | Даниела Ганева                                              |
| Тонрежисьор        | Димитър Кръстев                                             |
| Озвучаващи артисти | Здрава Каменова Васил Бинев Борис Чернев Светозар Кокаланов |

### bTV
| Преводач            | Калина Кирилова                                                                                     |
| Режисьор на дублажа | Албена Павлова                                                                                      |
| Тонрежисьор         | Радослав Колев                                                                                      |
| Озвучаващи артисти  | Христина Ибришимова Десислава Знаменова Любомир Младенов Даниел Цочев Силви Стоицов Димитър Иванчев |